# Rhagio jinxiuensis
Rhagio jinxiuensis är en tvåvingeart som beskrevs av Yang 1993. Rhagio jinxiuensis ingår i släktet Rhagio och familjen snäppflugor. Inga underarter finns listade i Catalogue of Life.